# Georges Harris

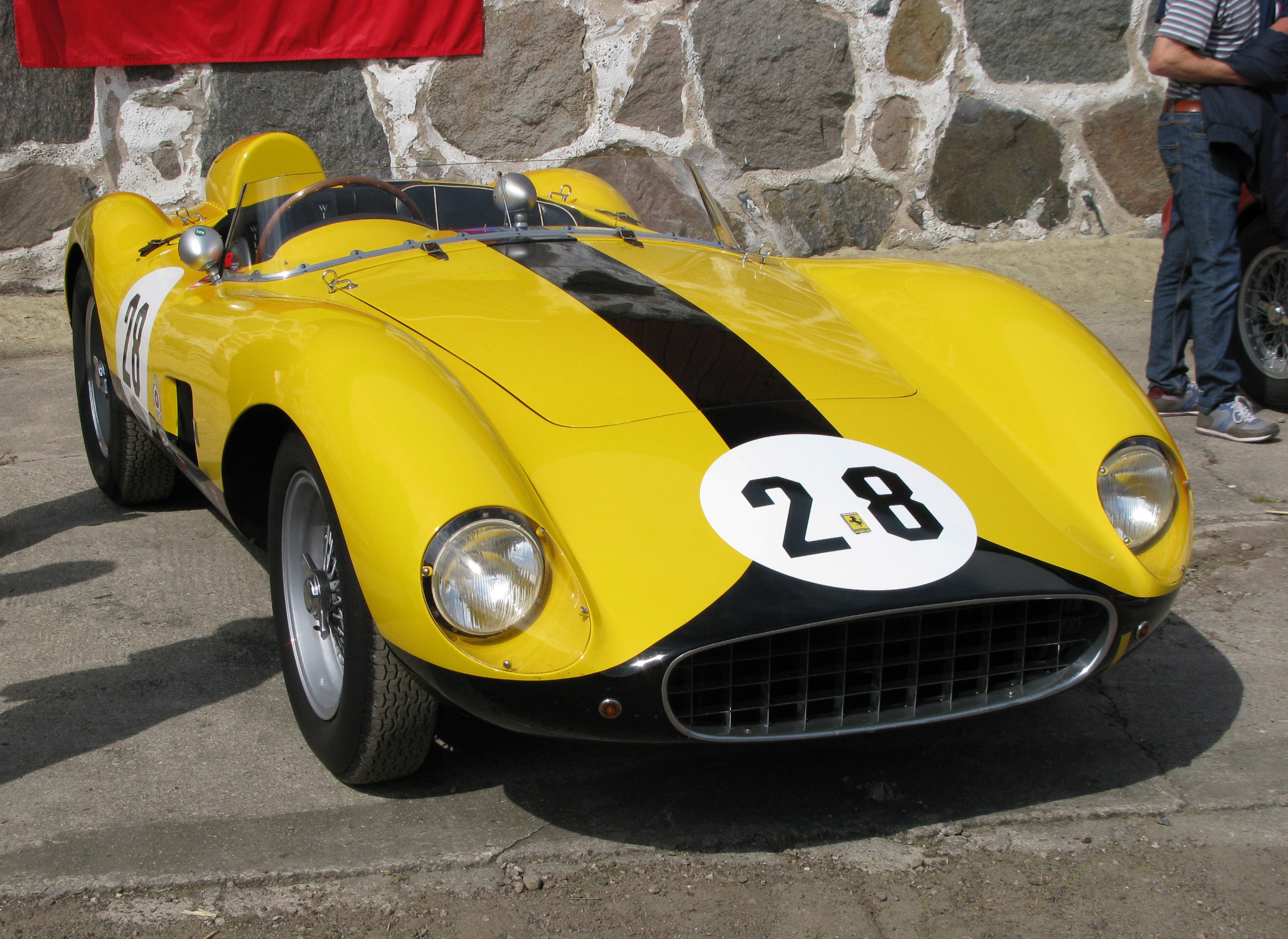
Ferrari 500TRC der Equipe Nationale Belge. Mit diesem Fahrgestell erreichte Georges Harris den 12. Gesamtrang beim 1000-km-Rennen von Kristianstad 1957

Georges Harris, bekannt als Monsieur Trajectoires, (* 7. Mai 1921 in Glebe; † 15. Juli 2019) war ein belgischer Autorennfahrer. 

## Karriere im Motorsport
Georges Harris war in den 1950er- und 1960er-Jahren vor allem als GT- und Sportwagenpilot aktiv. Seinen ersten internationalen Erfolg feierte er 1956 beim ersten 1000-km-Rennen von Paris, wo er gemeinsam mit Christian Goethals auf einem Porsche 550 der Equipe Nationale Belge Gesamtsiebter wurde. Sein größter Erfolg war der Sieg beim Großen Preis von Spa 1957.
Zweimal bestritt er das 24-Stunden-Rennen von Le Mans und wurde jeweils Klassensieger. 1957 gewann er auf einem Ferrari 500TRC die Klasse für Sportwagen bis 2 Liter Hubraum. 1962 beendete er das Rennen als Sieger der Experimental-Klasse bis 1,3 Liter Hubraum.

## Statistik

### Le-Mans-Ergebnisse
| Jahr | Team                   | Fahrzeug                   | Teamkollege    | Platzierung             | Ausfallgrund |
| ---- | ---------------------- | -------------------------- | -------------- | ----------------------- | ------------ |
| 1957 | Ecurie Francorchamps   | Ferrari 500TRC             | Lucien Bianchi | Rang 7 und Klassensieg  |              |
| 1962 | Equipe Nationale Belge | Abarth-Simca 1300 Bialbero | Claude Dubois  | Rang 14 und Klassensieg |              |

### Einzelergebnisse in der Sportwagen-Weltmeisterschaft
| Saison | Team                                       | Rennwagen                  | 1   | 2   | 3   | 4   | 5   | 6   | 7   | 8   | 9   | 10  | 11  | 12  | 13  | 14  | 15  | 16  | 17  | 18  | 19  | 20  | 21  | 22  |
| ------ | ------------------------------------------ | -------------------------- | --- | --- | --- | --- | --- | --- | --- | --- | --- | --- | --- | --- | --- | --- | --- | --- | --- | --- | --- | --- | --- | --- |
| 1957   | Equipe National Belge Ecurie Francorchamps | Porsche 550 Ferrari 500TRC | BUA | SEB | MIM | NÜR | LEM | KRI | CAR |     |     |     |     |     |     |     |     |     |     |     |     |     |     |     |
| 1957   | Equipe National Belge Ecurie Francorchamps | Porsche 550 Ferrari 500TRC |     |     |     | 17  | 7   | 12  |     |     |     |     |     |     |     |     |     |     |     |     |     |     |     |     |
| 1962   | Equipe Nationale Belge                     | Abarth-Simca 1300 Bialbero | DAY | SEB | SEB | MAI | TAR | BER | NÜR | LEM | TAV | CCA | RTT | NÜR | BRI | BRI | PAR |     |     |     |     |     |     |     |
| 1962   | Equipe Nationale Belge                     | Abarth-Simca 1300 Bialbero |     |     |     |     |     |     |     | 14  |     |     |     |     |     |     | DNF |     |     |     |     |     |     |     |
| 1963   |                                            | BMW 700                    | DAY | SEB | SEB | TAR | SPA | MAI | NÜR | CON | ROS | LEM | MON | WIS | TAV | FRE | CCE | RTT | OVI | NÜR | MON | MON | TDF | BRI |
| 1963   |                                            | BMW 700                    |     |     |     |     |     |     |     |     |     |     |     |     |     |     |     |     |     | DNF |     |     |     |     |
| 1964   | Noire                                      | Volvo Amazon               | DAY | SEB | TAR | MON | SPA | CON | NÜR | ROS | LEM | REI | FRE | CCE | RTT | SIM | NÜR | MON | TDF | BRI | BRI | PAR |     |     |
| 1964   | Noire                                      | Volvo Amazon               |     |     |     |     |     |     |     |     |     |     |     |     |     | DNF |     |     |     |     |     |     |     |     |